# Nemzeti gyász

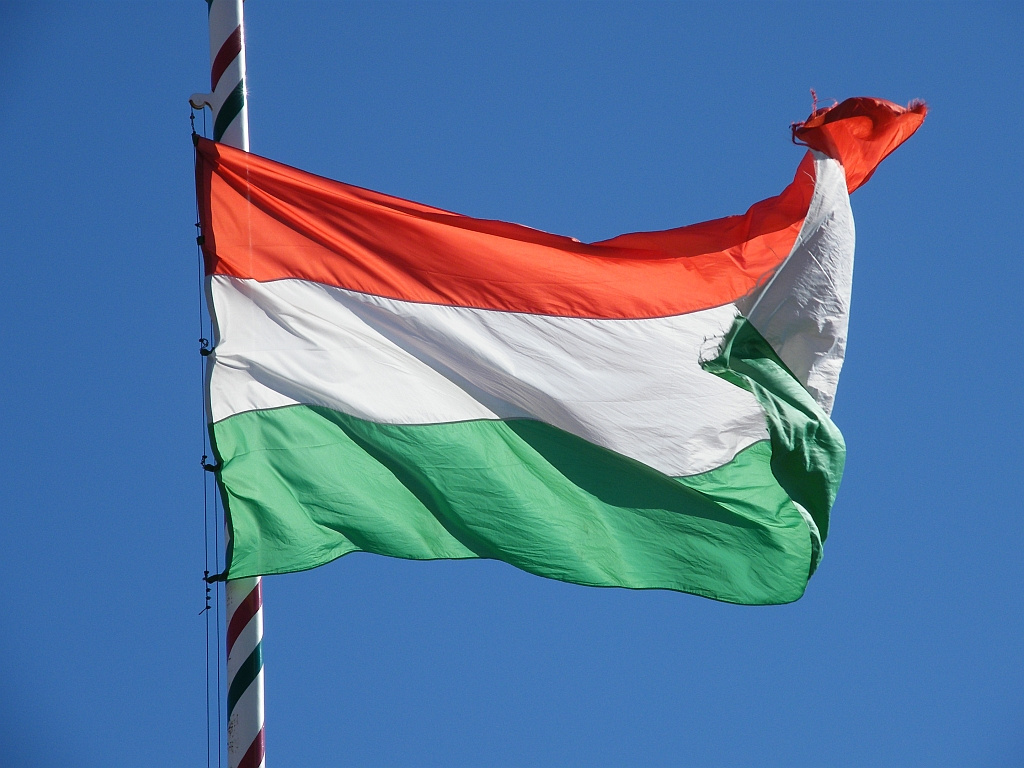
Nemzeti gyász meghirdetése esetén: Magyarország lobogóját ünnepélyes keretek között, katonai tiszteletadással az Országház előtt fel kell vonni, majd félárbocra kell ereszteni

A nemzeti gyász társadalmi szintű gyásszal kapcsolatos, államilag elrendelt intézkedések gyűjtőneve. 
A magyar jogszabály meghatározása szerint a nemzeti gyász: „a társadalom egészét, illetve annak jelentős részét érintő – a nemzet érdekében végzett munkássága, közéleti tevékenysége okán kiemelkedő személy halála miatt vagy a társadalmat mélyen megrázó katasztrófában elhunytak iránt érzett – megrendülés és az ezt kifejező kegyeleti megemlékezés.” A nemzeti gyász lehet eseti vagy visszatérő jellegű. A nemzeti gyászt a kormány rendeletben hirdeti ki. Kivételesen indokolt esetben a nemzeti gyász több naptári napot is felölelhet.

## A nemzeti gyásznap
A nemzeti gyásznap egy naptári nap; a nemzeti emléknapok egyik fajtája. Évente visszatérő nemzeti gyásznap Magyarországon kettő van: a kormány október 6-át és november 4-ét 2001-ben nemzeti gyásznappá nyilvánította az aradi vértanúk kivégzésének, illetve az 1956-os forradalom leverésének emlékére.
Nemzeti gyásznapok az elmúlt évtizedekben:
- 1953. március 9.: Joszif Visszarionovics Sztálin temetésének napja.[5][6]
- 1982. november 15.: Leonyid Iljics Brezsnyev temetésének napja.[7]
- 1993. december 18.: Antall József miniszterelnök temetésének napja. Ez volt az első nemzeti gyásznap a rendszerváltás óta.[8]
- 1999. január 30.: a deutschlandsbergi autóbusz-baleset áldozatainak emlékére.[9]
- 2002. május 17.: a móri bankrablás áldozatainak emlékére.[9]
- 2005. április 8.: II. János Pál pápa temetésének napja.[8]
- 2006. december 9.: Puskás Ferenc temetésének napja.[9]
- 2010. április 18.: a Lech Kaczyński lengyel államfő halálát is okozó szmolenszki légikatasztrófa áldozatainak emlékére.[10]
- 2015. november 15.: a 2015. november 13-ai párizsi terrortámadás áldozatainak emlékére.[11]
- 2017. január 23.: az olaszországi buszbaleset áldozatainak emlékére.[12]
- 2025. április 26.: Ferenc pápa temetésének napja.[13]

## Főbb intézkedések a nemzeti gyásszal összefüggésben
Nemzeti gyász meghirdetése esetén:
- Magyarország lobogóját ünnepélyes keretek között, katonai tiszteletadással az Országház előtt fel kell vonni, majd félárbócra kell ereszteni,
- a Magyarország címerének és zászlajának használatáról, valamint állami kitüntetéseiről szóló törvényben[14] meghatározott középületekre zászlóhasználat esetén gyászlobogót kell kifüggeszteni, lobogóhasználat esetén Magyarország lobogóját és az európai lobogót félárbócra kell ereszteni,
- az iskolákban tanóra, vagy külön diákrendezvény keretében méltó módon megemlékezést kell tartani,
- a nyilvános szórakozóhelyeken a zene- és műsorszolgáltatás - a nemzeti gyászt kihirdető rendeletben foglaltak szerint - korlátozható.[15]

Ha a nemzeti gyászhoz temetés vagy egyéb nyilvános szertartás kapcsolódik, a Kormány a szervezés és a lebonyolítás céljából a kormányzati tevékenység összehangolásáért felelős miniszter vezetésével eseti bizottságot hozhat létre. A bizottságban biztosítani kell a Nemzeti Emlékhely és Kegyeleti Bizottság és az Állami Protokoll képviseletét.